# Fernando Delgado de Lara
Fernando Delgado de Lara   (Madrid, 25 de gener de 1891 - Madrid, 25 de desembre de 1950) va ser un actor, guionista i director de cinema espanyol.

## Biografia
Va ser fill de l'escriptor palentí Sinesio Delgado i net de l'actriu Balbina Valverde. Involucrat en els inicis del cinema mut a Espanya, va abandonar els estudis de Dret per a col·laborar amb Jacinto Benavente en l'adaptació al cinema de Los intereses creados i posteriorment La madona de las rosas.
Delgado va dirigir una mescla de documentals i llargmetratges, incloent el drama taurí de 1936 Currito de la Cruz.
Va ser pare del també director de cinema i guionista Luis María Delgado.

## Filmografia
- La madona de las rosas (1919)
- ¡Viva Madrid, que es mi pueblo! (1928)
- El gordo de Navidad (1929)
- 48 pesetas de taxi (1930)
- Doce hombres y una mujer (1935)
- El genio alegre (1939)
- Currito de la Cruz (1936)
- La gitanilla (1940)
- Fortunato (1942)
- La patria chica (1943)
- La maja del capote (1944)
- La calumniada (1947)
- Lluvia de hijos (1947)